# Garaeus specularis
Garaeus specularis är en fjärilsart som beskrevs av Moore 1867. Garaeus specularis ingår i släktet Garaeus och familjen mätare. Inga underarter finns listade i Catalogue of Life.

## Bildgalleri

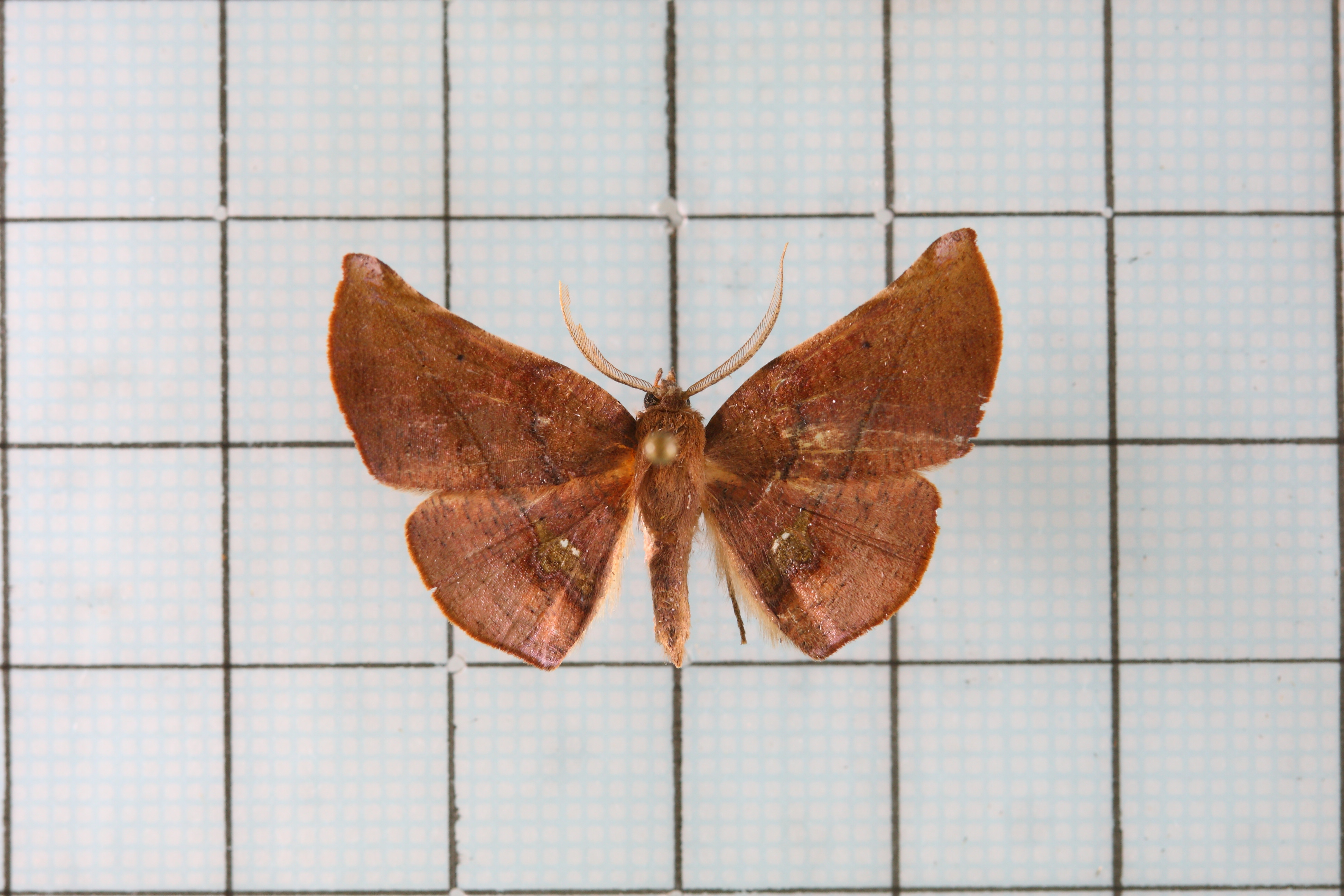
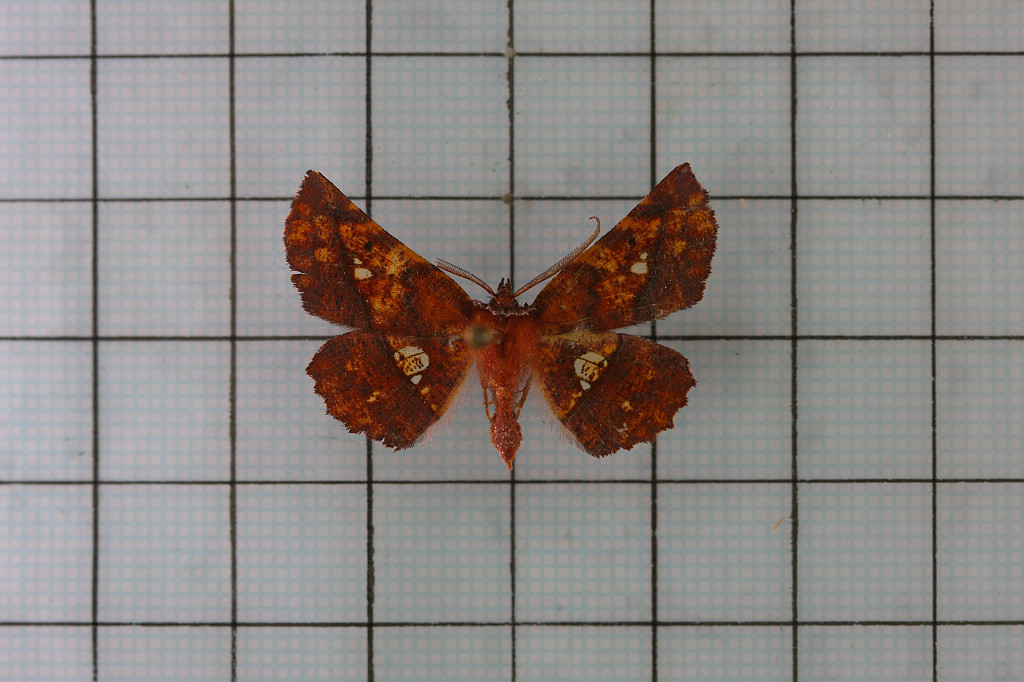
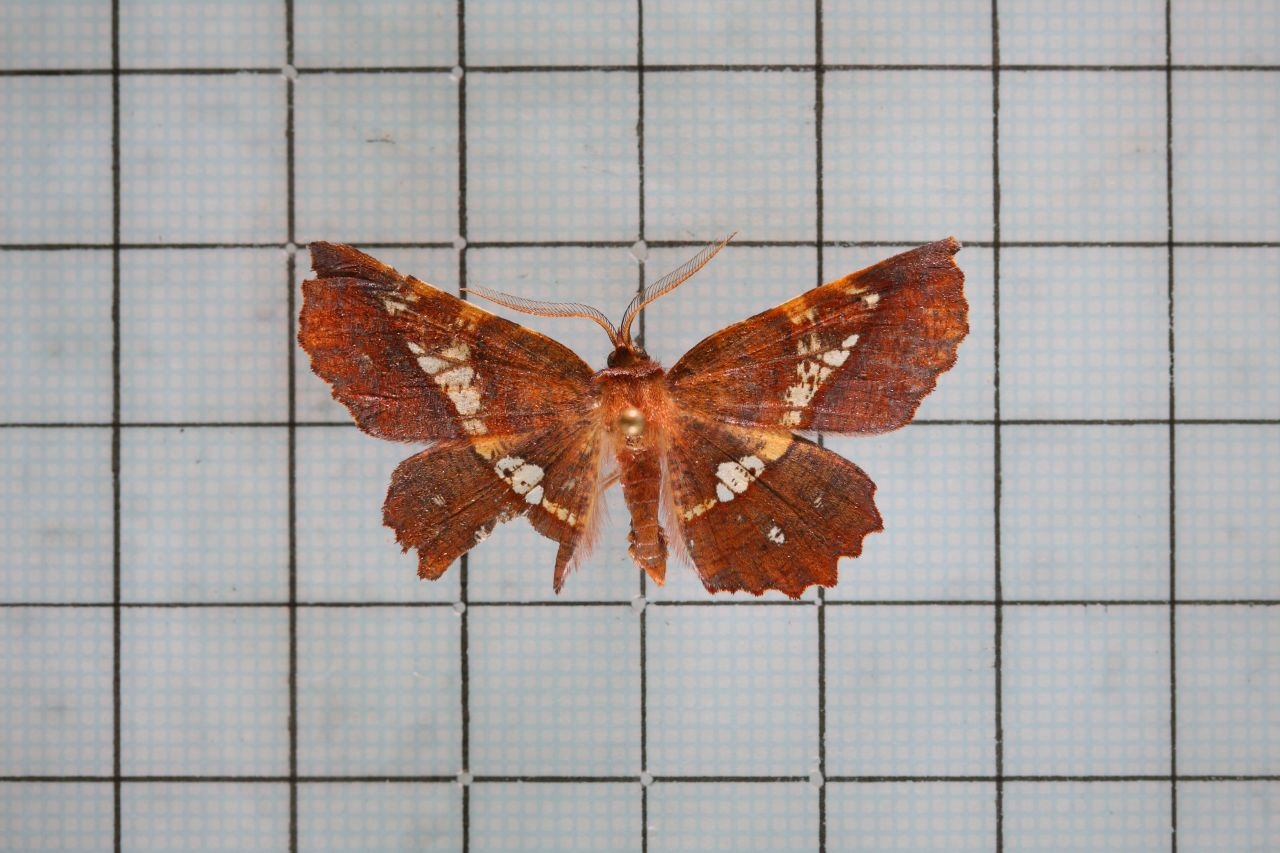